# Ehringsdorfer Brücke

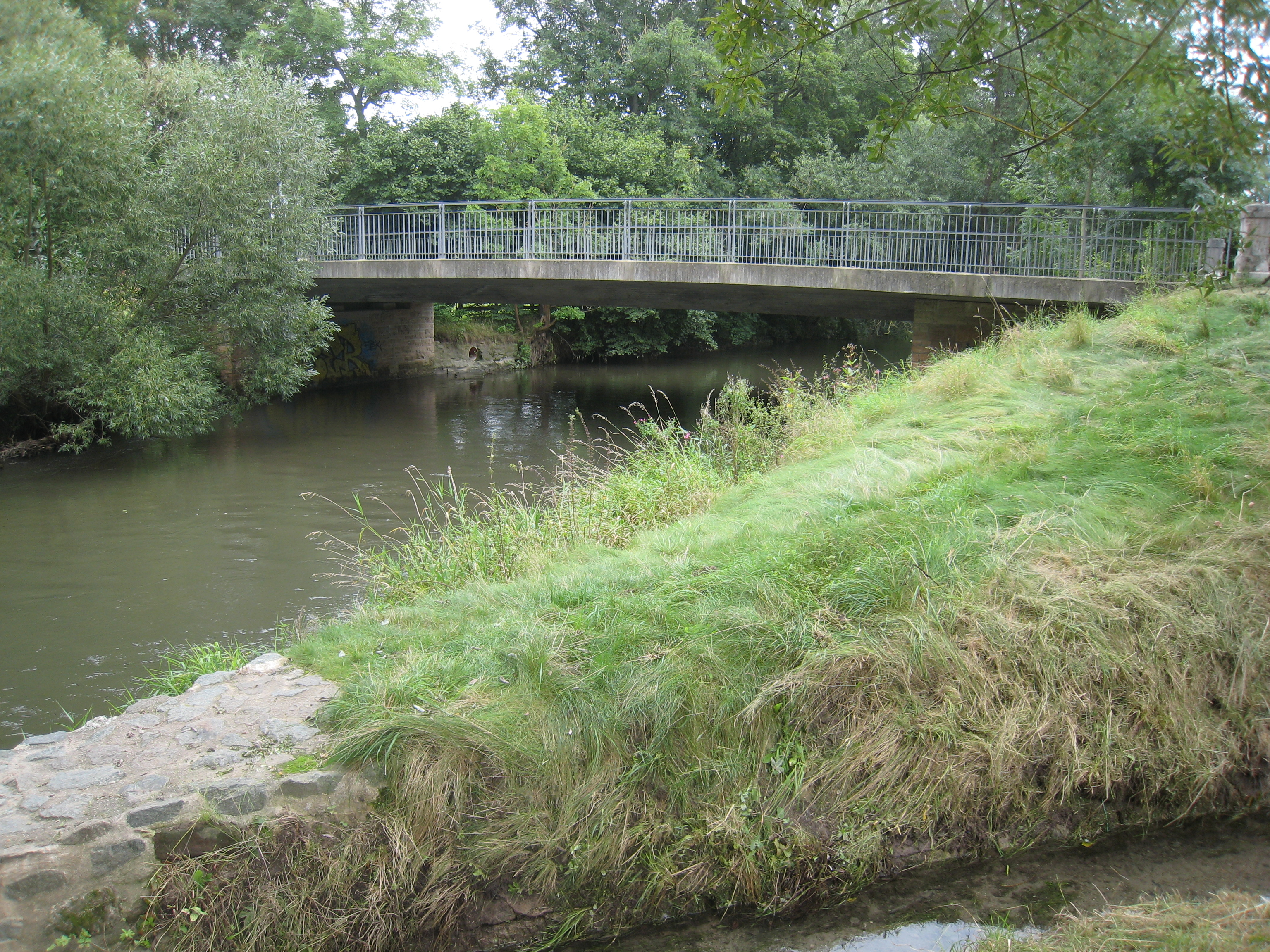
Ehringsdorfer Brücke, rechts unten ist der Kippernbach kurz vor seiner Einmündung in die Ilm zu sehen

Die Ehringsdorfer Brücke über die Ilm (Saale) ist eine 1874 errichtete steinerne Zweibogenbrücke im Weimarer Stadtteil Ehringsdorf-Oberweimar. Sie verbindet die Kippergasse mit der Taubacher Straße. Die Strompfeiler sind aus Ehringsdorfer Travertin. Unweit mündet der Kippernbach in die Ilm. Von der nahe gelegenen Bushaltestelle führt ein schmaler Pfad zu den Kipperquellen. Das unmittelbar daneben gelegene, traditionsreiche Hotel Kipperquelle gilt als das erste Fahrradhotel Thüringens.